# تیغ‌پشت حشره‌خوار دریارد
تیغ‌پشت حشره‌خوار دریارد(نام علمی: Microgale dryas) نام یک گونه از سرده ریزراسویی‌ها است.